# Tricellaria gracilis
Tricellaria gracilis is een mosdiertjessoort uit de familie van de Candidae. De wetenschappelijke naam van de soort is, als Cellarina gracilis, voor het eerst geldig gepubliceerd in 1848 door van Beneden.